# 台灣文藝 (吳濁流)
台灣文藝是吳濁流在1964年4月1日獨資創辦的刊物。當初為了刊物名稱「台灣文藝」這四個字，他曾遭到情治單位約談，被要求使用其他的名稱，尤其是使用「中國」開頭的名稱。然而，吳濁流個性剛硬不為所動，堅持使用「台灣文藝」作為雜誌名稱，認為：「我們要推動的是台灣本土文藝，若非冠有『台灣』二字即失去辦雜誌的意義。」 。當時一些台灣作家，如鍾肇政、廖清秀、鄭清文、趙天儀等人曾經協助這份刊物的編輯。《台灣文藝》原本是月刊，不過第五期後就改為季刊。雜誌社不採取同仁制，歡迎各方來稿。不論是龍瑛宗、吳新榮、王詩琅、黃得時等日治時期台灣作家，還是鍾肇政、李喬、詹冰、七等生、黃春明等後起作家都有。此外，在《台灣文藝》早期—也就是統獨意識型態還沒激烈衝突之前，一些外省作家，如：文曉村、兩峰、馮放民（鳳兮）、寒爵，曾在《台灣文藝》發表作品。
《台灣文藝》雜誌發行期間前後將近40年，直到2003年才落幕，是貫串戒嚴時期至多元發展時期台灣文學發展的重要場域。

## 重要事件
目前已知的重大事件有：1983年1月15日雜誌社改組，由陳永興接掌，李喬擔任主編。1985年1月27日雜誌社在新光大樓召開股東大會，選出陳永興為社長，聘請張恆豪擔任總編輯。1994年2月，雜誌由李喬、鄭清文、利錦祥等人接手，「新生版」在2月中刊行，雜誌改為16開本，雙月刊，以生態、文化、文學三者為主要內容，以傳記文學、田野口述、報導文學為主要形式，另外還有創新、實驗的純文學創作。

## 書籍出版
台灣文藝雜誌社除了發行《台灣文藝》，也曾在1981年出版鍾肇政主編的《台灣文藝小說選》。

## 文學獎設置及徵文
目前已知的重大事件有：
- 雜誌社在1964年7月懸賞小說，第一名是鍾鐵民的〈牆〉、第二名是吳沐的〈說書的老伙子〉、第三名是張彥勳的〈暴風雨〉。
- 1964年設置「台灣文學獎」，該獎在1965年1月實施，持續到1970年；1970年起，「台灣文學獎」改名為「吳濁流文學獎」。這個獎的獎金委員會在1969年7月20日成立，吳濁流將退休金和積蓄十萬元捐出，作為文學獎的獎金。1971年7月，該社又設了「吳濁流新詩獎」及「吳濁流漢詩獎」，兩獎由吳濁流文學獎管理委員會主辦。

## 重要的文學活動
文學活動方面，《台灣文藝》曾經獨自或與其他文藝社團舉辦以下幾個比較重要的活動：
- 1981年6月舉辦「台灣文學的方向」座談會，該座談會的紀錄事後刊登在《台灣文藝》上。與會者詹宏志所提的「台灣文學幾百年以後，可能會成為中國文學的邊疆文學。」的說法，引起很大的迴響，包括本土派作家與文評者的不滿。
- 1983年，為了慶祝創社20週年，作家們在台北耕莘文教院舉辦「台灣文學的過去與未來」演講會，該會由葉石濤、陳千武等人主持。
- 1984年1月27日雜誌社與自立晚報共同舉辦「台灣文學討論會」，邀請楊青矗、許達然、陳若曦演講。

## 重要的專輯、專號
《台灣文藝》是一份相當重視文學傳承與文學歷史的刊物，對於日治時期著名的前輩作家，以及戰後對台灣文學、文化有貢獻的人士，雜誌社會策劃紀念專輯或是悼念專輯。1964年10月第1卷第5期推出「鍾理和追念專輯」；1976年10月第53期推出「吳濁流先生紀念特輯」；1978年1月第57期推出「李雙澤紀念專輯」；1979年3月第62期「葉榮鐘紀念專輯」；1979年7月第63期「日據時期台灣文學日文小說譯作」；1980年雜誌社就導演李行拍攝的電影「原鄉人」（原著者：鍾理和）製作專輯。
《台灣文藝》對於自身歷史也相當重視。1974年出版「台灣文藝創刊十週年紀念特輯」，收錄吳濁流、鍾肇政、楊逵、龍瑛宗等人的文章。1986年5月第100期推出「台灣文藝發行一百期感言專輯」，並以「展望台灣文學與藝術」為題，刊載李喬等人的文章。1994年2月20日新生版第3期企劃了「創刊三○週年紀念特刊」。
有一段時期，《台灣文藝》系統性推出台灣作家作品的研究專輯，目前已知的有：1977年6月第55期（革新期）第2期「七等生作品研究專輯」，同年10月第56期「鄭清文作品研究專輯」。1978年1月第57期「李喬作品研究專輯」，同年3月第58期「吳濁流作品研究專輯」，同年第60期「黃春明作品研究專輯」，同年的12月第61期「季季作品研究專輯」。1979年3月第62期「葉石濤作品研究專輯」。1990年以後，《台灣文藝》特別致力於台灣文學教育、本土化議題的討論。1997年1月第160期特別企劃「楊逵怎麼不見了？」由楊翠等人撰文，突顯台灣文學在國、高中教科書長期不被重視的問題。
對於比較具有爭議的東西，或是尚未被文學界接受的作品，《台灣文藝》過去不吝於刊載，目前已知的有：1987年5月第105期「鄉土文學論戰」專輯；1988年1月第109期「作家與政治」專題；1992年9月第132期刊載淡江大學台語文社第1屆台灣語文系列比賽得獎作品；1993年2月第135期「二二八文學特輯」；1998年10月第165期特別企劃「另類小說專輯」，刊載新世代作家的作品。
此外，《台灣文藝》這份刊物也曾是大大小小文學論戰爆發的所在，比較著名的有：
- 1981年6月舉行的「台灣文學的方向」座談會，與會者的紀錄事後刊登在7月號。對於詹宏志在座談會上的發言，李喬、高天生、宋澤萊三人撰文表達不同的意見，文章也刊載在7月號，於是引發台灣文學定位的爭議。
- 1984年宋冬陽（本名：陳芳明）在第86期發表〈現階段台灣文學本土化的問題〉一文，引起國內一些作家的不滿。夏潮雜誌社在3月《夏潮》推出「台灣結的大解剖」專題反擊。雙方一來一往，最後引發台灣文學的統獨論戰。
- 1986年1月第98期刊載宋澤萊執筆的〈呼喚台灣黎明的喇叭手─試介台灣新一代小說家林雙不並檢討台灣的老弱文學〉一文，引起巨大爭議，因為該文不僅批判中華民國當前的文藝政策，同時作者也點名批判葉石濤、陳千武等前輩作家的文學觀、創作理念，認為他們欠缺道德勇氣，不敢為文揭露社會的陰暗面和當局的惡行。

## 館藏情況
吳濁流在1964年創刊的「台灣文藝」，台灣、中山、彰師大、台師大、東吳、政大、靜宜蓋夏等圖書館均有收藏，而台北市立圖書館、國家圖書館等圖書館也有收藏。

## 出版品
使用「全國圖書書目資訊網」查詢，到2011年10月11日為止，由台灣文藝雜誌社策劃或出版的作品有以下幾本：
- 由台灣文藝社出版：
  - 吳濁流/著，《濁流詩草》，1973年。
  - 吳濁流/著，《東南亞漫遊記》，1973年。
  - 孟佳/譯，《俄羅斯抒情詩選》，1973年。
  - 鍾肇政/編，《台灣文藝小說選》，1981年。
  - 鍾肇政/編，《不滅的詩魂：對談評論集》1981年。
  - 李篤恭/著，《跋涉幾星霜》，1981年。
  - 北影一/著，《余究在何星宿之下誕生：北影一詩集》，1981年。
  - 鍾肇政/編著，《中國古典名著精華》，1981年。
  - 鍾肇政/主編，《西洋文學名著精華》，1981年。
  - 台灣文藝社/編譯，《世界哲人哲語精華》，1981年。
  - 鍾孝上/編著，《台灣先民奮鬥》，1982年。
  - 吳濁流/著，《晚香》，1982年。
  - 呂新昌/著，《鐵血詩人吳濁流》，1984年。
  - 呂新昌/著，《吳濁流研究》，1984年。
  - 謝里法/著，《出土人物誌：被埋沒的台灣文藝作家》，1984年。
  - 李喬/著，《告密者：李喬短篇小說自選集》，1985年。
  - 劉峰松/著，翁金珠/編，《黑獄螢光：台灣社會檔案》，1985年。
- 由其他出版社出版：
  - 吳濁流/著、張良澤/編，《台灣文藝與我》，台北市：遠景出版社，1977年。
  - 施明正/著，《魔鬼的自畫像》，台北市：文華出版社，1980年。
  - 張裕宏/著、王永福/繪圖，《台灣風》，台北市：文華出版社，1980年。
  - 劉峰松/著，《台灣動物史話》，高雄市：敦理出版，1984年。
  - 韓國鐄等人/著，《江文也的生平與作品》，高雄市：敦理出版，1984年。
  - 林雙不/著，《台灣新樂府》，高雄市：敦理出版，1984年。
  - 陳永興/編，《台灣文學的過去與未來》，自費出版，1985年。